# Худобины
Худо́бины — династия, известная с XVIII века в Санкт-Петербурге, в первую очередь, своими предпринимателями.

## Происхождение
Наиболее ранние документированные упоминания купеческого рода Худобиных в Санкт-Петербурге относятся к концу XVIII века. Предки петербургских предпринимателей Худобиных исторически происходят из семьи экономического крестьяна Вологодской области Якова Худобина (ок. 1736 — ок. 1790). Вероятно имеют отношение к Казённой палате Кирилло-Белозерского монастыря или, по другой версии, к Вологодской слободе.
Наиболее раннее, из дошедших до нашего времени упоминаний фамилии «Худо́бин» в исторических документах, по свидетельству историка и археографа С. Б. Веселовского, относится к первой четверти XVII века. В составленном им Ономастиконе упоминаются «Худобины, крестьяне, 1624 г., Курмыш, Нижний Новгород».
История происхождение фамилии: есть два разнонаправленных варианта трактовки: производный от слова «худоба́» и от слова «худо́ба». Худо́ба — всё движимое и недвижимое имущество. По этой версии, фамилия Худо́бин означает — состоятельный, зажиточный человек.

## Династия
Наиболее известные представители династии: Александр Яковлевич Худобин (1767 — 22 августа [3] сентября 1833, Санкт-Петербург) — российский купец 3-й гильдии, основоположник династии Худобиных в Санкт-Петербурге, благотворитель; его сын — Александр Александрович Худобин (1821, Санкт-Петербург — 8 [21] февраля 1901), Санкт-Петербург) — российский потомственный почётный гражданин, купец 2-й гильдии, общественный деятель, благотворитель; его сын — Пётр Александрович Худобин (29 мая [11] июня 1872, Санкт-Петербург — 25 апреля 1920, Батово) — российский потомственный почётный гражданин, купец 2-й гильдии.